# Taxiphyllum angustirete
Taxiphyllum angustirete là một loài Rêu trong họ Hypnaceae. Loài này được (Broth.) W.R. Buck miêu tả khoa học đầu tiên năm 1987.